# Onorificenze serbe
Elenco delle onorificenze e degli ordini di merito e cavallereschi distribuiti dalla Serbia.

## Ordini cavallereschi
| Nastro | Onorificenza                                    |
| ------ | ----------------------------------------------- |
|        | Ordine della Repubblica di Serbia               |
|        | Ordine della bandiera serba                     |
|        | Ordine della Stella dei Karađorđević            |
|        | Ordine di Sretenje                              |
|        | Ordine dell'Aquila bianca                       |
|        | Ordine al merito nella difesa e nella sicurezza |

## Medaglie militari e di benemerenza
| Nastro | Onorificenza                                      |
| ------ | ------------------------------------------------- |
|        | Medaglia al coraggio                              |
|        | Medaglia al merito                                |
|        | Medaglia al merito nella difesa e nella sicurezza |